# 佐藤優子
佐藤 優子（さとう ゆうこ、1968年1月23日 - ）は、日本の競歩の選手である。
1992年バルセロナオリンピックで女子10キロメートル競歩に出場した。 

## 参照資料
1. ↑  “Yuko Sato Olympic Results”.  Sports Reference LLC. 2020年4月17日時点のオリジナルよりアーカイブ。2017年12月3日閲覧。